# ناثاليس سيبالوس
ناثاليس سيبالوس مواليد 10 مارس 1990، هي لاعبة كرة يد بورتوريكية تلعب كوسط مدافع. مثلت منتخب بورتوريكو لكرة اليد للسيدات.

## سجل المنافسة
شاركت في البطولات التالية:
- بطولة العالم لكرة اليد للسيدات 2015